# Delta Disk
Delta Disk je disketová jednotka pro počítač Sinclair ZX Spectrum vyráběná v Česku. Objevila se v roce 2000. Na rozdíl od disketového řadiče MB02 je Delta Disk včetně dvou disketových mechanik a napájecího zdroje umístěný v jedné jednotce.
K počítači se disketová jednotka připojuje prostřednictvím interface, který obsahuje průchozí sběrnici. Operační systém je obsažen v 32 KiB ROM. Disketová jednotka používá svoji vlastní paměť RAM, takže pro svoje potřeby nevyužívá žádnou část paměti počítače. Velikost paměti RAM je 8 KiB, disketová jednotka z ní využívá asi 1 KiB, zbývající část může využít uživatel pro své programy.
Disketová jednotka se z Basicu ovládá pomocí následujících příkazů:
- SAVE* "soubor"
- LOAD* "soubor"
- MERGE* "soubor"
- VERIFY* "soubor"
  - VERIFY* "" - kontrola celého disku,
- MISC "[A:|B:]" - vyvolání nabídky s funkcemi, pro které neexistuje samostatný příkaz,
- FORMAT "jmeno diskety"
- COPY "soubor" – kopírování z aktuální mechaniky na druhou mechaniku, není možné kopírovat soubory v rámci jedné mechaniky,
- ERASE "soubor"
- CAT "" - výpis souborů na disketě,
  - CAT "p" – výpis programů v Basicu,
  - CAT "b" – výpis binárních souborů,
  - CAT "a" – výpis datových polí.

## Technické informace
Charakteristiky disketové jednotky jsou:
- čip řadiče: Intel 8272A,
- dvě disketové mechaniky,
- paměť EPROM: 32 KiB
- paměť RAM: 8 KiB,
- formát diskety: 80 x 18, 256 bytů na sektor

Pro stránkování paměti disketová jednotka používá port 247.